# Paratha

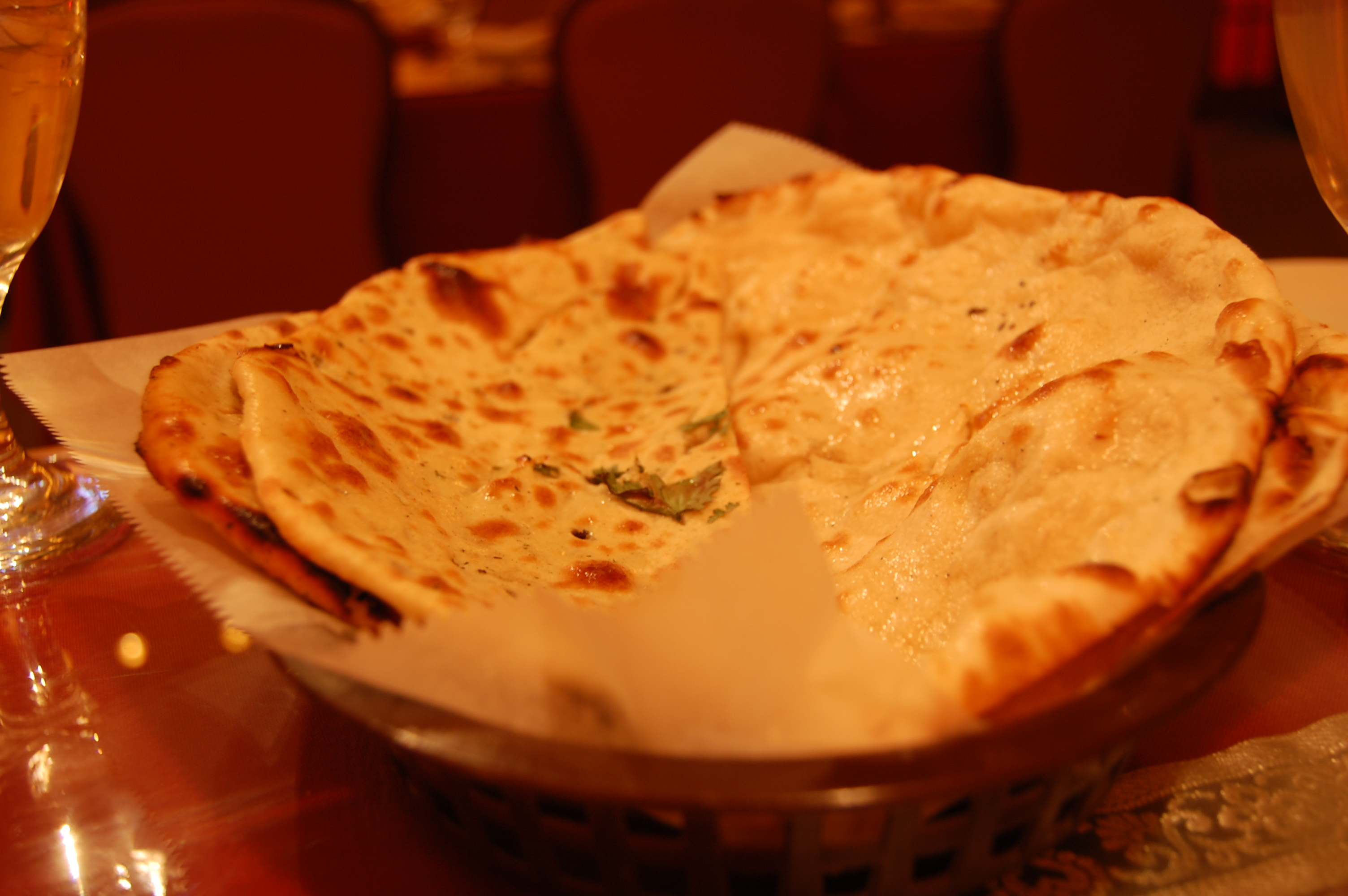
Minzeparatha aus Punjab, Nordindien

Ein Paratha oder Parantha (Panjabi: ਪਰੌਂਠਾ, Hindi: पराठा, Urdu: پراٹھا, Bengali: পরোটা) ist ein ungesäuertes Fladenbrot, das seinen Ursprung auf dem indischen Subkontinent hat. „Paratha“ ist ein Wortzusammenschluss der Worte parat (Hindi: परत, Bengali: পরত, Urdu:پرت) und atta (Hindi: आटा, Panjabi: ਆਟਾ, Bengali: আটা, Urdu: آٹا) und bedeutet nach der wörtlichen Übersetzung Schichten aus gebackenem Teig. In Burma ist es unter dem Namen palata bekannt, auf den Malediven kennt man es als farata. Das Paratha ist verwandt mit dem Parotta der südindischen Küche.
Generell gibt es sehr viele verschiedene Arten von Paratha. Grob kann man die ungefüllten, einfachen Paratha von den gefüllten trennen. Letztere teilen sich dann in die runden Roti-ähnlichen homogenen Fladenbrote und die eckigen Paratha, deren Schichthülle eine Füllung umschließt, die aus den verschiedensten Zutaten bestehen kann. Paratha werden mit Butter, Chutney, indischem Pickles, Joghurt oder mit Currys serviert. Zuweilen werden sie ungefüllt auch zum Tee gereicht, wo sie zu einer Rolle geformt und in den Tee getunkt werden.

## Zubereitung
Der Teig besteht zumeist aus Atta oder hochraffiniertem Maida (einem hellen Weizenmehl), Ghee oder Öl und wird häufig gefüllt, beispielsweise mit Kartoffeln, Blumenkohl oder Panir.
Entweder wird die Füllung mit dem Teig verknetet oder der Teig wird wie ein Umschlag um die Füllung gelegt. Paratha werden wie Roti beidseitig in einer flachen Pfanne oder auf einem konvexen oder flachen Blech gebacken.
Einige Beispiele verbreiteter Variationen:
- Kima Paratha (Punjab und Hyderabad; mit Hackfleisch)
- Gobhi Paratha (mit Blumenkohl)
- Alu Paratha (mit Kartoffel)
- Tamata Paratha (mit Tomate)
- Chana Paratha (mit Kichererbsen)
- Panir Paratha (mit Käse)
- Dal Paratha (Nordwest- und Westindien; mit Dal)
- Sattu Paratha (Bihar und Uttar Pradesh; mit geröstetem Linsenmehl)
- Tanduri Paratha bzw. Tandoor Paratha (im Tandur gebacken)
- Anda Paratha (mit Ei)
- Podina Paratha (mit Minze)
- Mughlai Paratha (mit Ei und Hackfleisch)
- Mattar Paratha (mit Erbsen)
- Palak Paratha (mit Spinat)
- Mitha oder Sugar Paratha (Süßspeise)
- Kerala und Ceylon Paratha (siehe Parotta)

## Geschichte und Popularität
Das Paratha ist ein wichtiger Bestandteil des nordindischen Frühstücks. Ursprünglich aus diesem Teil des Landes verbreitete es sich in verschiedenen Teilen des indischen Subkontinents. Traditionell wird es mit Ghee zubereitet, doch aufgrund gesundheitlicher Aspekte bereiten manche Menschen es auch mit Öl oder im Ofen zu. Als Teil des Frühstücks wird es mit Chai und Raita verzehrt, doch oftmals wird es auch mit Kartoffeln, Panir, Zwiebeln oder Keema gefüllt gegessen.
Die südindische Version dieses Fladenbrotes wird porotta genannt.
Durch indische Immigranten verbreitete sich dieses Gericht auch in anderen Ländern wie Malaysia, Mauritius (wo es als farata bekannt ist) und Singapur. In Burma, wo man es unter dem Namen palata kennt, wird es mit Currys, Eiern oder Hammelfleisch und außerdem als Nachspeise mit Zucker gegessen. Htat ta ya, übersetzt „hundert Schichten“, ist ein frittiertes, mehrschichtiges Paratha, das entweder mit Zucker oder gekochten Bohnen (pè byouk) serviert wird.
Der Herstellungsprozess eines Paratha ist aufgrund der Schichtung recht komplex. Trotzdem wird es auch in Ländern der westlichen Welt immer populärer, weshalb mittlerweile eine Auswahl an tiefgefrorenen Fertig-Paratha existiert.

## Galerie

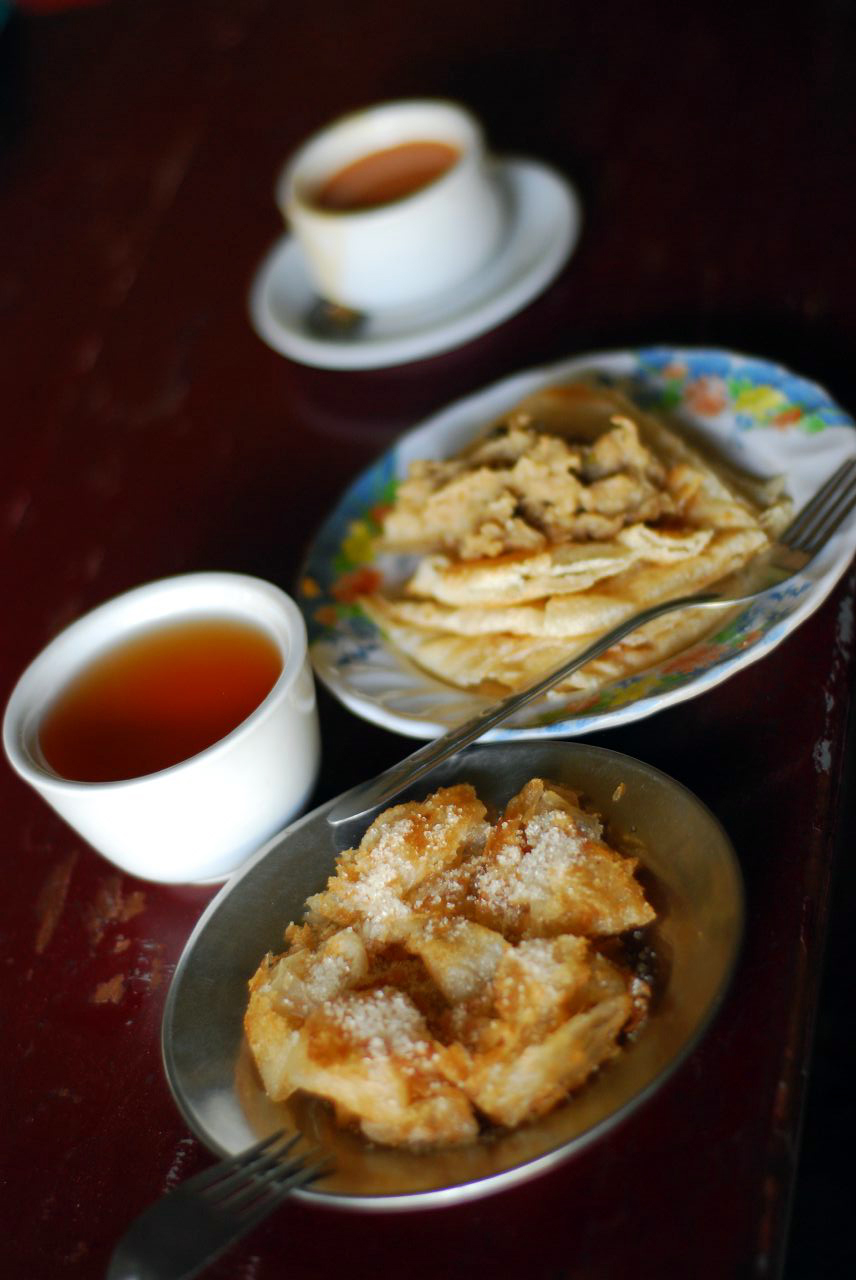
In Burma wird Palatha oft mit Zucker als Dessert serviert
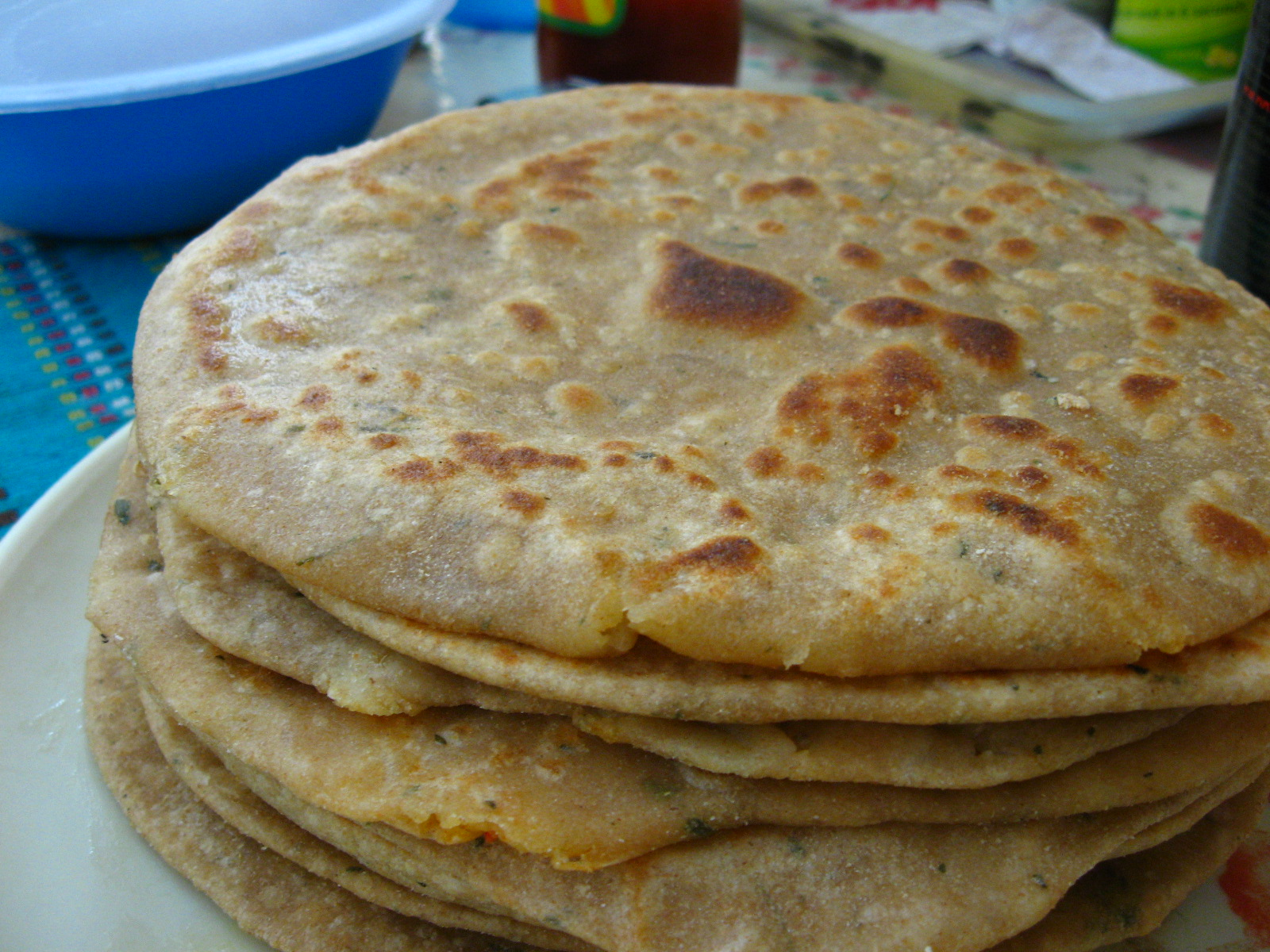
Alo Paratha (mit einer Füllung aus gekochten Kartoffeln) aus Nordindien
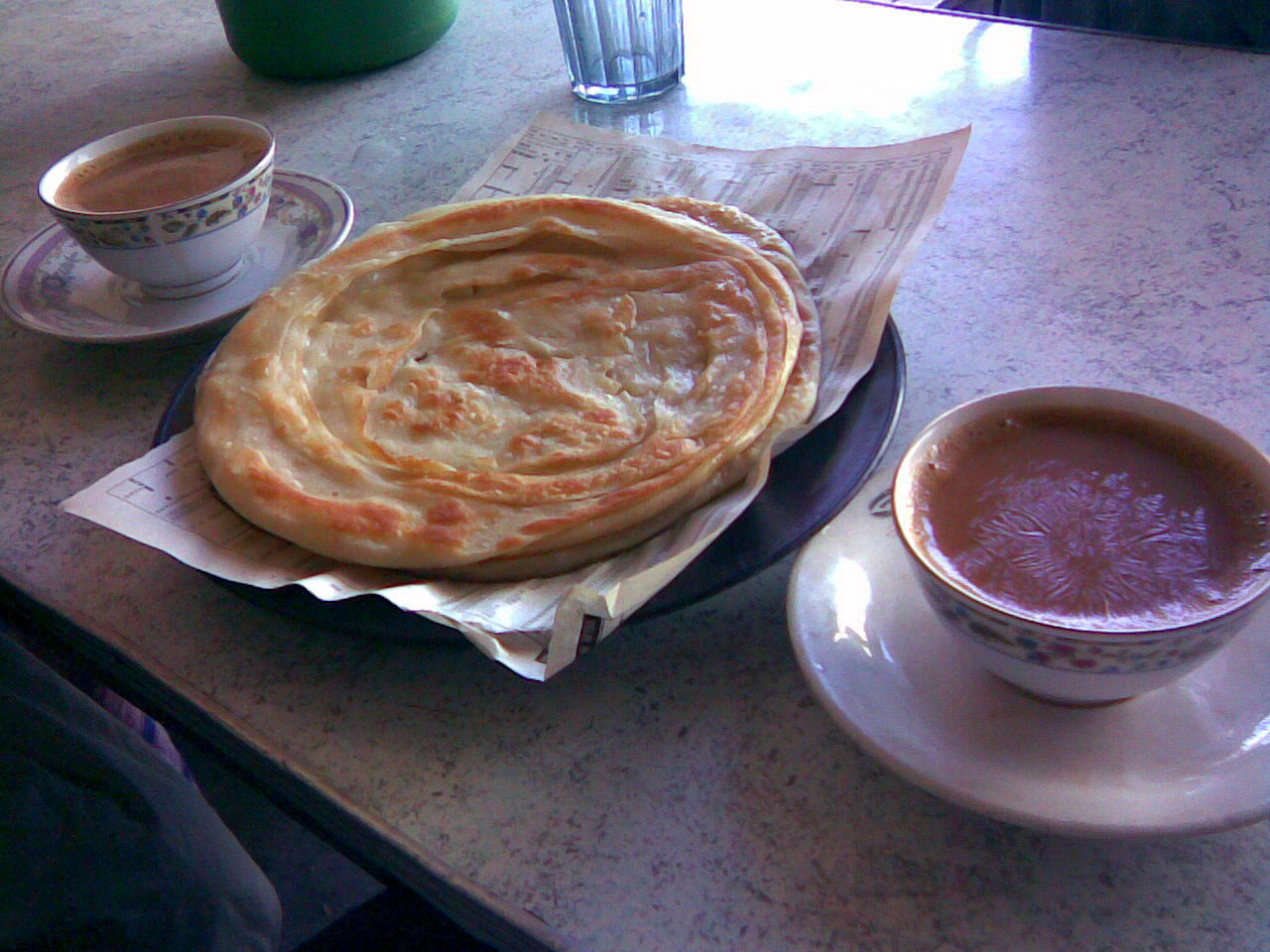
Paratha zum Tee in Pakistan
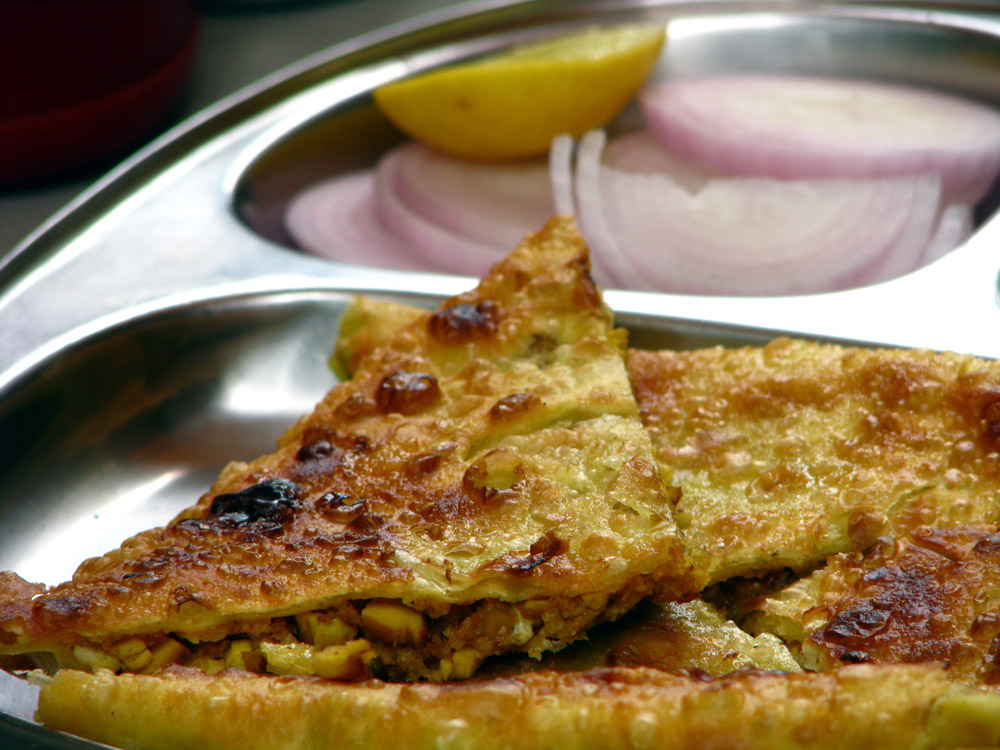
Gefülltes Paratha in einem indischen Restaurant in Mumbai